# Herhahn
Herhahn, unmittelbar am Nationalpark Eifel gelegen, ist ein Stadtteil von Schleiden im nordrhein-westfälischen Kreis Euskirchen. Östlich der Ortschaft entspringt der Braubach. Der Ort verfügt über die katholische Kirche St. Katharina, einen Kindergarten, ein Jugendheim und eine Löschgruppe der Freiwilligen Feuerwehr.

## Geschichte
Im 14. Jahrhundert gehört Herhahn zur Jülicher Unterherrschaft Dreiborn.
Bis zur Neugliederung der Gemeinden und Kreise des Neugliederungsraumes Aachen, die am 1. Januar 1972 wirksam wurde, gehörte Herhahn zur gleichzeitig aufgelösten Gemeinde Dreiborn.

## Geografie

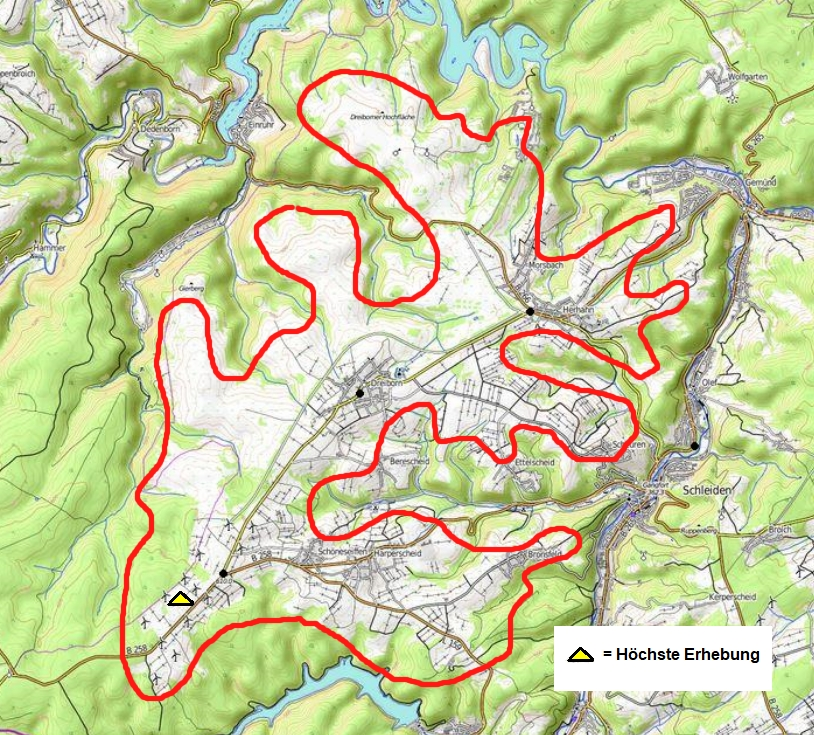
Dreiborner Hochfläche

Herhahn liegt in Nordrhein-Westfalen in der Rureifel, nordwestlich von Schleiden, unweit der Grenze zu Belgien auf der Dreiborner Hochfläche über dem Tal der Urft und der Olef.

## Natur und Naherholung
Touristisch interessant ist die Höhenlage mit weitem Fernblick über die Täler der Urft und Olef, der nahe Nationalpark Eifel, das nahe Gemünd, die Dreiborner Hochfläche. Die Nähe zur Urfttalsperre und der Architektur der NS-Ordensburg Vogelsang, die Vielzahl der markierten Wanderwege.

## Verkehr
In Herhahn kreuzen sich die L 207 und die B 266. Die nächsten Autobahnanschlussstellen sind Bad Münstereifel / Mechernich auf der A 1 und Aachen-Lichtenbusch auf der A 44.
Der Ort liegt im Verbundraum des Verkehrsverbundes Rhein-Sieg (VRS). Die Buslinien des VRS werden vom Regionalverkehr Köln (RVK) betrieben. Darüber hinaus ist Herhahn auch mit einer Buslinie aus dem Aachener Verkehrsverbund (AVV) angeschlossen, welche von der ASEAG betrieben wird. An Sonn- und Feiertagen von April bis Oktober verkehrt eine Fahrt der Linie 815 als Fahrradbus von Kall nach Monschau und zurück.
| Linie | Betreiber | Verlauf |
| ----- | --------- | --- |
| 63    | ASEAG     | Simmerath – Kesternich – Rurberg – Einruhr – Vogelsang IP (– Morsbach – Herhahn – Gemünd / Schleiden)                                                                                      |
| 815   | RVK       | Wald-Linie (Fahrradbus mit Anhänger, nur sonn- und feiertags von April bis Oktober): Kall Bf – Kall Gemünder Str – Anstois – Gemünd – Herhahn – Dreiborn – Wahlerscheid – Höfen – Monschau |
| 831   | RVK       | MiKE (außer im Schülerverkehr Gemünd – Dreiborn): Gemünd – (Herhahn –) Morsbach – Dreiborn – Berescheid – Ettelscheid – Scheuren – Schleiden                                               |
| SB82  | RVK       | NationalparkShuttle: Kall Bf – Gemünd – Herhahn – Morsbach – Anlage Vogelsang (– Schleiden Busbf)                                                                                          |

## Regenerative Energie
Seit Juli 2010 ist der „Sun-Park Herhahn“, der mit seinen 5.852 Solarmodulen auf einer Fläche von rund 29.000 m² einer der größten Solarparks landesweit ist, im Herhahner Gewerbegebiet in Betrieb.